# Colin Towns
Colin Towns (* 13. Mai 1948 in London) ist ein englischer Komponist, Arrangeur, Bandleader, Rock- und Jazzpianist  und Musikproduzent.

## Leben und Wirken
Nachdem er als Kind Klavier gelernt hatte, verdiente er sich bereits mit 13 Jahren Geld, indem er auf Hochzeiten und Geburtstagen Unterhaltungsmusik spielte. Dies setzte er fort und wurde so schließlich ein Studiomusiker. 1976 ersetzte er Mickey Lee Soule in der Ian Gillan Band und wurde von Bandgründer Ian Gillan auch in dessen neue Hardrockband Gillan übernommen. Dort schrieb er gemeinsam mit Gillan viele Stücke für die Band, schuf aber 1977 auch den Soundtrack für den Horrorfilm Julias unheimliche Wiederkehr mit Mia Farrow. Als Ian Gillan 1982 die Band auflöste, entschied sich Towns für eine Konzentration auf das Komponieren. Er arbeitete regelmäßig für das Fernsehen, wie für die ZDF-Serie Flemming, schrieb aber auch Filmmusiken, etwa für Puppet Masters – Bedrohung aus dem All (mit Donald Sutherland), für Space Truckers (mit Dennis Hopper), die Cadfael-Serie, The Sandman oder für Guest House Paradiso. Seit den 1970er-Jahren war er als Komponist für Filmmusik an mehr als 120 Produktionen beteiligt.
Für seine Musik zu Full Circle war Towns 1977 für den Saturn Award nominiert.
Towns wendete sich daneben immer stärker dem Jazz zu. Er gründete Mitte der 1990er das Mask Orchestra als Big Band, in der Musiker wie Alan Skidmore, John Surman, Henry Lowther, John Taylor, Norma Winstone und Maria Pia De Vito mitwirkten. Dabei kombinierte er teilweise auch die Klänge der Big Band mit denen eines Streichorchesters. Insbesondere in Deutschland hat Towns auch Projekte mit den Bigbands einiger Rundfunkanstalten durchgeführt und beispielsweise die Musik von Kurt Weill oder Frank Zappa neu interpretiert. Er hat auch für das Projekt Jazzpaña II mit Chano Domínguez, Gerardo Núñez und Michael Brecker und für Christof Lauers Projekt Shadows in the Rain die Arrangements geschrieben. Weiterhin gründete er mit Provocateur Records eine eigene Schallplattengesellschaft, um Aufnahmen mit einigen der in der Band spielenden Musikern zu veröffentlichen.

## Diskographische Hinweise
- Baron Rojo - Volumen Brutal (Chapa Disco, 1982)
- Nowhere and Heaven (Provocateur, 1996)
- Dreaming Man with Blue Suede Shoes (Provocateur, 1998) mit Norma Winstone und Maria Pia De Vito
- The Orpheus Suite (Provocateur, 2001)
- Another Think Coming (Provocateur, 2001)
- Full Circle (Soundtrack)
- Frank Zappas Hot Licks (and Funny Smells) (Rent a Dog, 2005) mit der NDR Bigband
- Meeting of the Spirits: A Celebration of the Mahavishnu Orchestra (In + Out, 2006) mit der hr-Bigband
- Visions of Miles: The Electric Period of Miles Davis (In + Out, 2009) mit der hr-Bigband
- John Lennon - In My Own Write (Provocateur/NDR, 2010) mit der NDR Bigband

## Filmografie (Auswahl)
- 1977: Julias unheimliche Wiederkehr (Full Circle)
- 1989: Vampire’s Kiss
- 1991: The Sandman (Kurzfilm)
- 1994: Puppet Masters – Bedrohung aus dem All (The Puppet Masters)
- 1995: Body Language
- 1996: Space Truckers
- 1999: Guest House Paradiso
- 2004: Die purpurnen Flüsse 2 – Die Engel der Apokalypse (Les Rivières pourpres II – Les anges de l’apocalypse)
- 2004–2019: Doc Martin (Fernsehserie, 66 Folgen)
- 2007: Des Hauses Hüterin (Half Broken Things)
- 2007–2009: Doktor Martin (Fernsehserie)
- 2009: Albert Schweitzer – Ein Leben für Afrika (Albert Schweitzer)
- 2009–2012: Flemming (Fernsehserie)
- 2010: Am Kreuzweg
- 2012: Tatort – Dinge, die noch zu tun sind
- seit 2014: Der Usedom-Krimi (Fernsehreihe)
  - 2014: Mörderhus
  - 2015: Schandfleck
  - 2016: Engelmacher
  - 2017: Nebelwand
  - 2017: Trugspur
  - 2019: Winterlicht
  - 2019: Geisterschiff
  - 2019: Mutterliebe
  - 2021: Entführt
  - 2021: Ungebetene Gäste
  - 2021: Der lange Abschied
  - 2022: Gute Nachrichten
  - 2022: Schneewittchen
  - 2022: Am Ende einer Reise
  - 2023: Friedhof der Welpen
  - 2023: Geburt der Drachenfrau
  - 2023: Schlepper
- 2014: Tatort – Frühstück für immer
- 2015: Tatort – Niedere Instinkte
- 2015: Tatort – Borowski und die Rückkehr des stillen Gastes
- 2017: Eine gute Mutter
- 2017: Das Nebelhaus
- 2018: Verliebt in Valerie
- 2025: Tatort – Herz der Dunkelheit